# Appareil photographique reflex mono-objectif
Pour les articles homonymes, voir Appareil photographique reflex.
 (mars 2013).
Si vous disposez d'ouvrages ou d'articles de référence ou si vous connaissez des sites web de qualité traitant du thème abordé ici, merci de compléter l'article en donnant les références utiles à sa vérifiabilité et en les liant à la section « Notes et références ».
Un appareil photographique reflex mono-objectif est un type d'appareil photographique dans lequel un même objectif sert successivement à la visée et à la prise de vue. Lors de la visée, un miroir réfléchit vers le verre de visée la lumière en provenance de l'objectif (d'où le nom de reflex). Ce miroir se relève brièvement lors de la prise de vue, afin de laisser la lumière atteindre la surface sensible. Les appareils reflex mono-objectif peuvent être argentiques ou numériques, de petit ou de moyen format. Ils sont la plupart du temps à objectif interchangeable, à l'exception notable de bridge argentiques. Les modèles les plus courants sont les argentiques 24 × 36 et les numériques de format 4/3 , APS-C et 24 × 36.
Ces appareils se distinguent des reflex bi-objectif par le fait que ces derniers utilisent des objectifs distincts pour la visée et pour la prise de vue. Les reflex bi-objectif étant devenus rares et peu connus, il est courant d'utiliser le terme reflex pour désigner spécifiquement les reflex mono-objectif, voire plus spécifiquement les reflex mono-objectif argentiques de format 24 × 36. Les reflex mono-objectif sont aussi parfois désignés par SLR (de l'anglais single-lens reflex) pour les argentiques, ou DSLR (digital single-lens reflex) pour les numériques.

## Fonctionnement

Coupe latérale d'un reflex mono-objectif :
1 - Objectif frontal (formule Tessar à 4-éléments)
2 - Miroir reflex à 45-degrés
3 - Obturateur dans le plan focal
4 - Film ou capteur
5 - Verre de visée
6 - Lentille convergente
7 - Pentaprisme optique (ou pentamiroir)
8 - Oculaire (peut comprendre une lentille de correction dioptrique)

Lors de la visée, la lumière entre par l'objectif (1) et rencontre un miroir (2) qui la redirige vers le verre de visée (5), généralement dépoli et muni d'un stigmomètre permettant d'affiner la mise au point. Dans le cas le plus courant, le renvoi s'effectue vers le haut et derrière le verre de visée se trouve une lentille collectrice (simple plan convexe ou de Fresnel) (6) puis un pentaprisme en toit (7) ou un pentamiroir qui redresse l'image de façon qu'elle soit vue à l'endroit dans le viseur (8) par l'œil du photographe.
Lors de la prise de vue, le miroir se relève juste avant que l'obturateur (3) s'ouvre. La lumière vient alors frapper la surface sensible (4) (film ou capteur). Le miroir reprend ensuite sa place instantanément.

## Intérêt et défauts

Ses sous-ensembles

Cette approche (différente par exemple de la visée télémétrique, où le viseur est séparé de l'objectif et garde le même champ de vision quel que soit l'objectif monté) a pour avantage théorique principal de permettre au photographe de voir exactement ce qui sera enregistré sur le film (profondeur de champ exacte, cadrage précis) et ceci même en changeant d'objectif. Cet avantage est particulièrement appréciable avec les longues focales, les zooms, ainsi que certaines optiques plus exotiques (objectifs macro, à bascule et/ou décentrement, télescopes, microscopes, soufflets...). Cependant, dans les faits la plupart des boîtiers amateurs et experts sont équipés d'un viseur ne couvrant que 90 à 95 % du champ, pour des raisons avant tout économiques — la visée à 100 % reste réservée aux boîtiers très haut de gamme.
Les reflex ont bénéficié au cours des années de nombreux développements technologiques, si bien que les modèles ultérieurs sont parmi les appareils photographiques les plus évolués. Parmi les perfectionnements dont ils ont bénéficié on trouve notamment :
- la mesure de la lumière à travers l'objectif sous plusieurs modes (pondérée centrale, matricielle, spot) ;
- plusieurs automatismes d'exposition : à priorité vitesse ou ouverture, programme décalable, modes résultat ;
- la mise au point automatique à corrélation de phase ;
- l'entraînement motorisé, en vue par vue ou en rafale.

En revanche, il est utile de noter les défauts suivants :
- le miroir devant se relever avant la prise de vue, ceci provoque d'une part des vibrations qui peuvent être problématiques pour les poses de moyenne durée (entre 1/30 s et 1/2 s) ou lors de l'utilisation d'une longue focale, et d'autre part un délai entre le déclenchement et la prise de vue plus élevé (même s'il reste très court), sans oublier le bruit généré. Ces défauts sont accentués avec les appareils moyen format où le miroir est plus grand. Néanmoins, dans certains boîtiers, il est possible de relever le miroir avant le déclenchement ;
- l'impossibilité de voir la scène lors du déclenchement, le miroir étant alors relevé ;
- devoir loger une chambre pour le miroir entre l'objectif et le film est la cause d'un encombrement supérieur par rapport à d'autres systèmes comme les télémétriques ou les compacts ;
- de plus, cette chambre pour le miroir impose une distance plus grande entre la lentille arrière de l'objectif et le plan du film (tirage mécanique plus important). Pour les objectifs à courtes focales, cela pose des problèmes dans la formulation optique car cette lentille arrière devrait être alors proche du film — d'où le développement des formules rétrofocus ;
- le prisme viseur et le miroir augmentent le poids de l'appareil ;
- on voit toute la scène, mais rien de plus (contrairement à certains télémétriques qui permettent aussi de surveiller une zone hors-champ).

Mais du fait de sa forte réactivité, de sa qualité et de sa haute polyvalence (grâce aux nombreux objectifs interchangeables), le reflex a longtemps été l'outil le plus commun pour les professionnels ; certains lui préfèrent aujourd'hui (2020-2021), en numérique, les hybrides.
Sur ce schéma d'un appareil photographique reflex mono-objectif sont pointés :
la lentille frontale de l'objectif (1), le bloc optique mobile avant (2) et le bloc optique arrière (3) entre lesquels se trouve le diaphragme, l'enroulement du film photographique exposé (5), un des deux anneaux pour sangle (6), l'interrupteur marche/arrêt (7), la molette de contrôle (8) autour du déclencheur, l'écran à cristaux liquides (9), l'œilleton en caoutchouc (10) fixé sur l'oculaire de visée, le contact de synchronisation du flash (11) au centre de la griffe porte-accessoires, la bague rotative de commande du zoom (12), le pentaprisme (13) et le miroir mobile (14).
(Attention, ce schéma contient probablement une erreur : il montre un rouleau d'obturateur à rideau en textile (4) mais également un obturateur à lamelles métalliques devant la fenêtre d'exposition.)

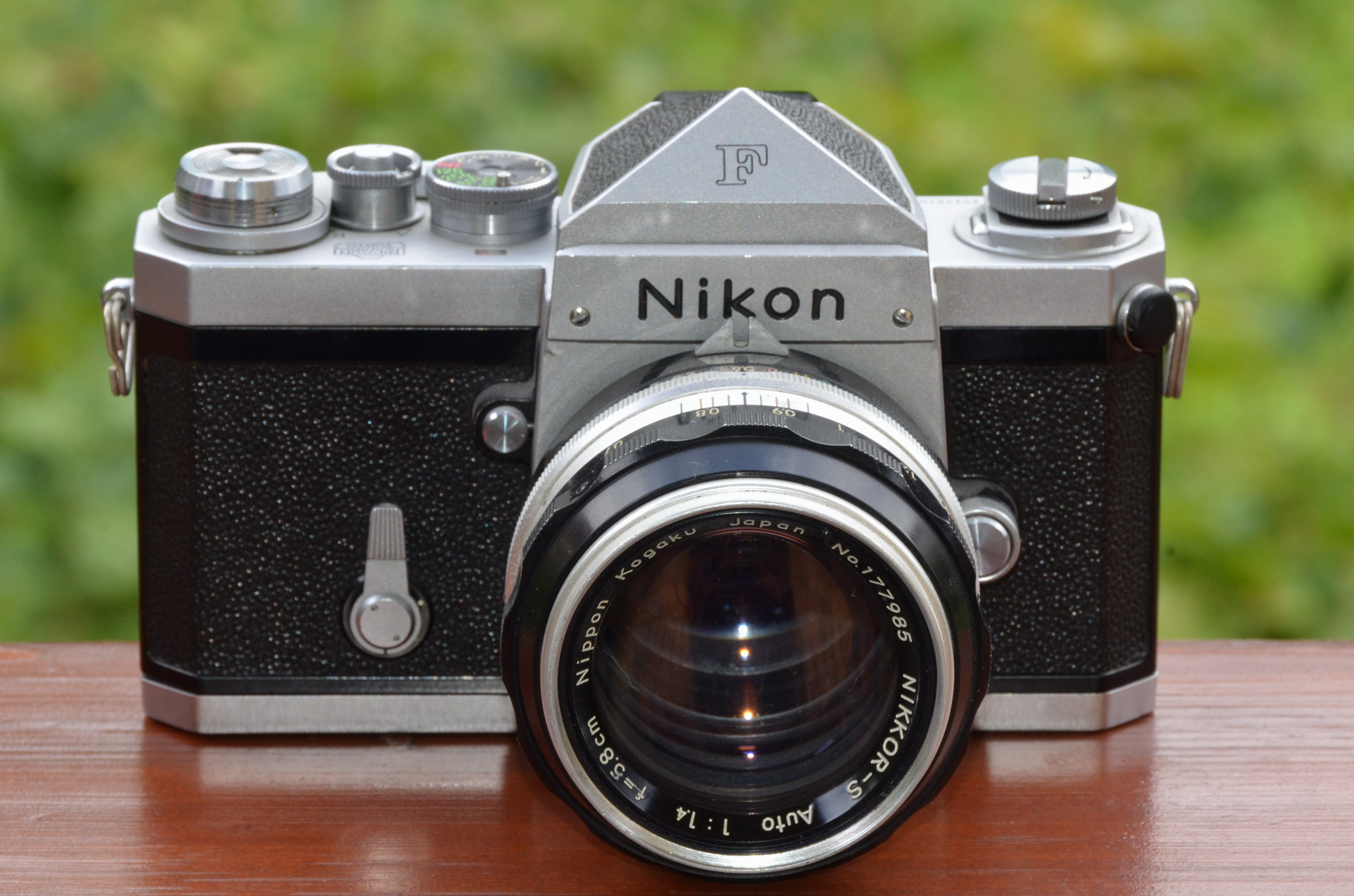
Nikon F (1959).
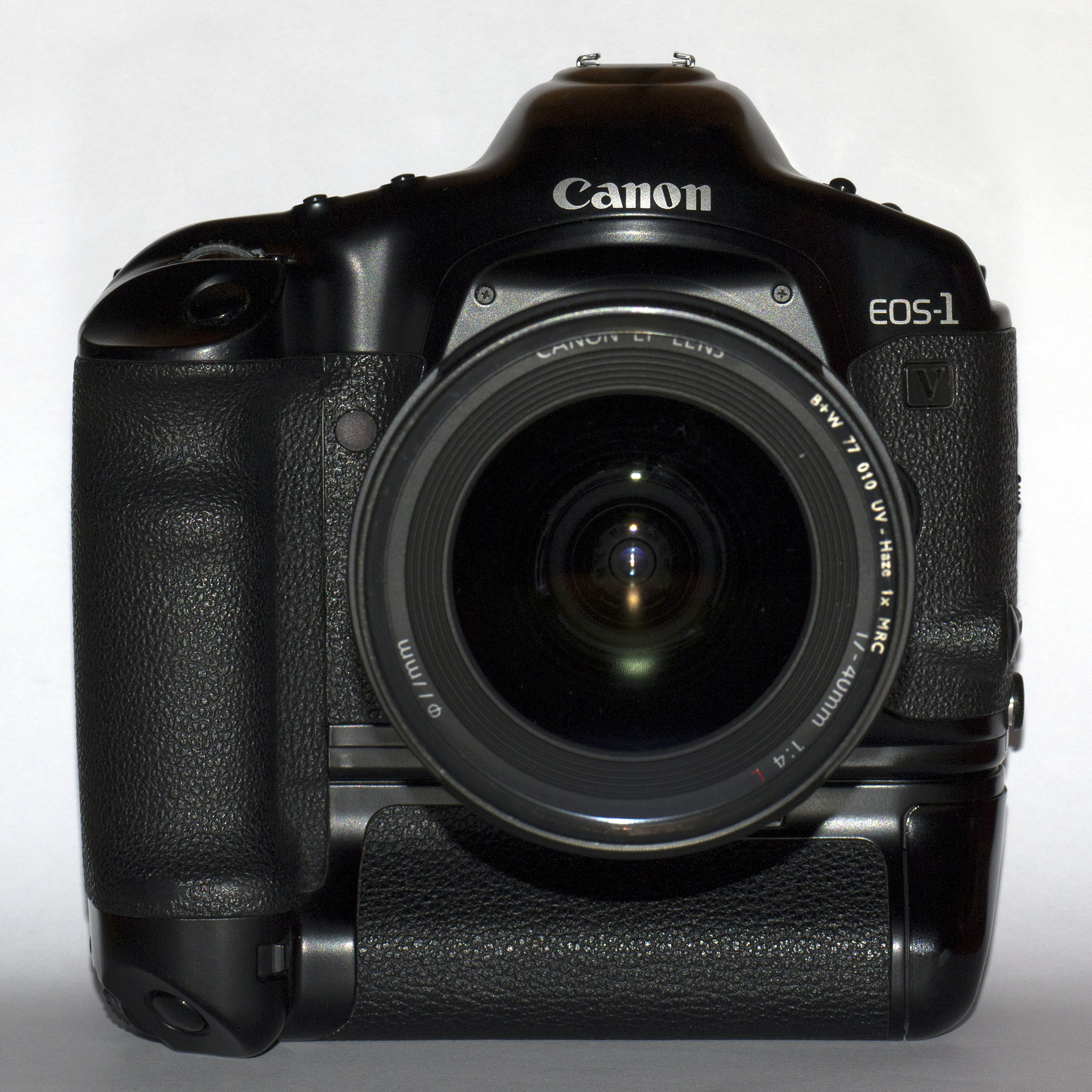
Canon EOS-1v (2000).
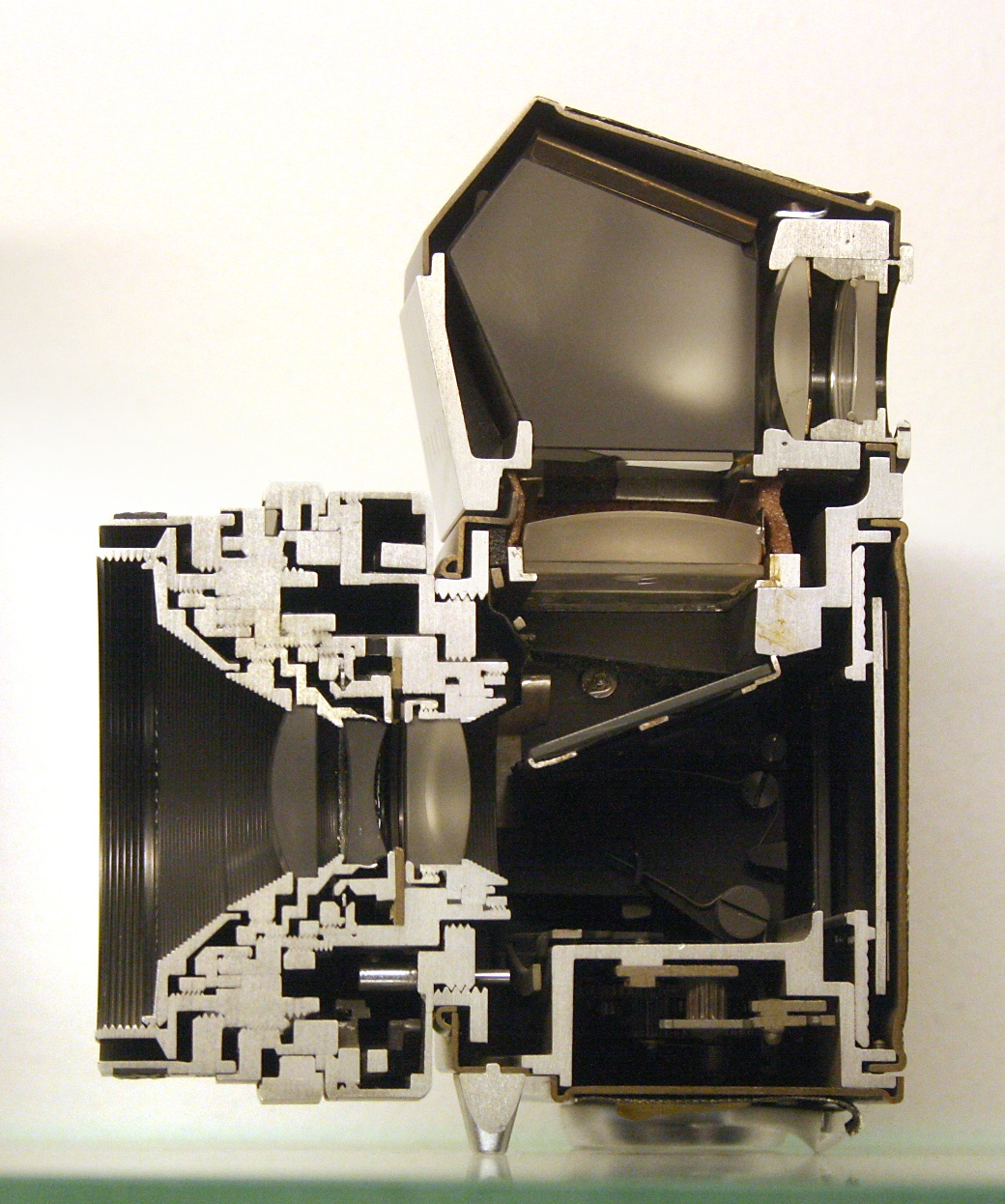
Coupe d'un reflex Praktica.
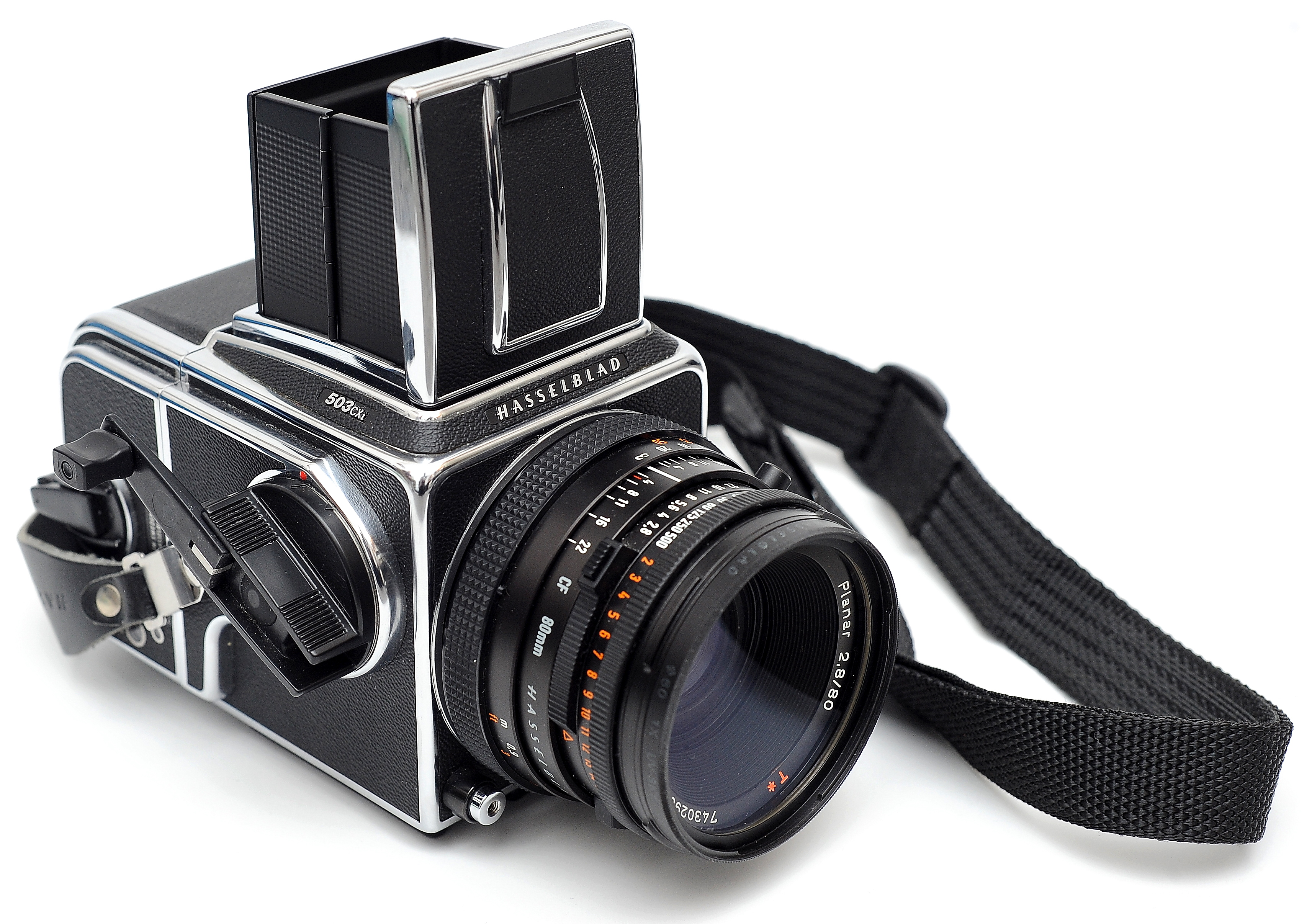
Hasselblad 503 : reflex moyen format.